# Blansko (hora)
Blansko (německy Blankenstein) je kopec s nadmořskou výškou 545 m, který leží severovýchodně od Ústí nad Labem na katastru vesnice Mírkov. Z vrcholku kopce, na kterém se nachází zřícenina stejnojmenného hradu, je dobrý rozhled zejména k jihu a k jihozápadu do údolí Ryjického potoka a na řeku Labe.

## Charakteristika
Kopec o nadmořské výšce 545 metrů spadá geomorfologicky do celku České středohoří, podcelku Verneřické středohoří, okrsku Ústecké středohoří, podokrsku Javorská hornatina a do její neštěmické části. Má tvar neovulkanické kupy tvořené latitem.